# Marmosa alstoni
Marmosa alstoni — це середнього розміру безсумчастий сумчастий з родини Didelphidae. Він веде деревний та нічний спосіб життя, мешкає в лісах Центральної Америки (Беліз, Колумбія, Коста-Рика, Гватемала, Гондурас, Нікарагуа, Панама). Основними компонентами його раціону є комахи та фрукти, але він також може їсти дрібних гризунів, ящірок та пташині яйця. Раніше його відносили до роду Micoureus, який у 2009 році був виділений у підрід Marmosa.

## Особливості
Marmosa alstoni досягає довжини голови й тулуба від 18 до 19,5 см, довжини хвоста від 24,4 до 27,4 см та ваги від 100 до 155 г. Шерсть суцільна, тьмяно-сіро-коричнева, але світла на щоках і морді. Шерсть пухнаста і має довжину від 11 до 15 мм посередині спини. Хутро на животі та внутрішній стороні передніх лап сірого кольору з перерваною центральною смугою на животі. Лапи зверху вкриті коротким, світлим волоссям. Вуха темні та коротші за задні лапи. Довгий хвіст (близько 145% довжини голови та тіла) здебільшого безшерстий. Тільки основа вкрита волосками довжиною від 16 до 22 мм протягом перших 40–60 мм. У більшості екземплярів чверть хвоста, найближча до тіла, темна, а решта — білувата.